# Sphyraenidae
La famiglia Sphyraenidae comprende 26 specie di pesci carnivori riuniti nell'unico genere 
Sphyraena, comunemente conosciuti come Barracuda ed appartenenti all'ordine Perciformes.

## Distribuzione e habitat
I barracuda popolano tutti i mari tropicali, in particolare il Mar dei Caraibi ma sono presenti anche nell'Atlantico occidentale, nell'intero Mar Mediterraneo con quattro specie e nel Mar Rosso.

## Descrizione

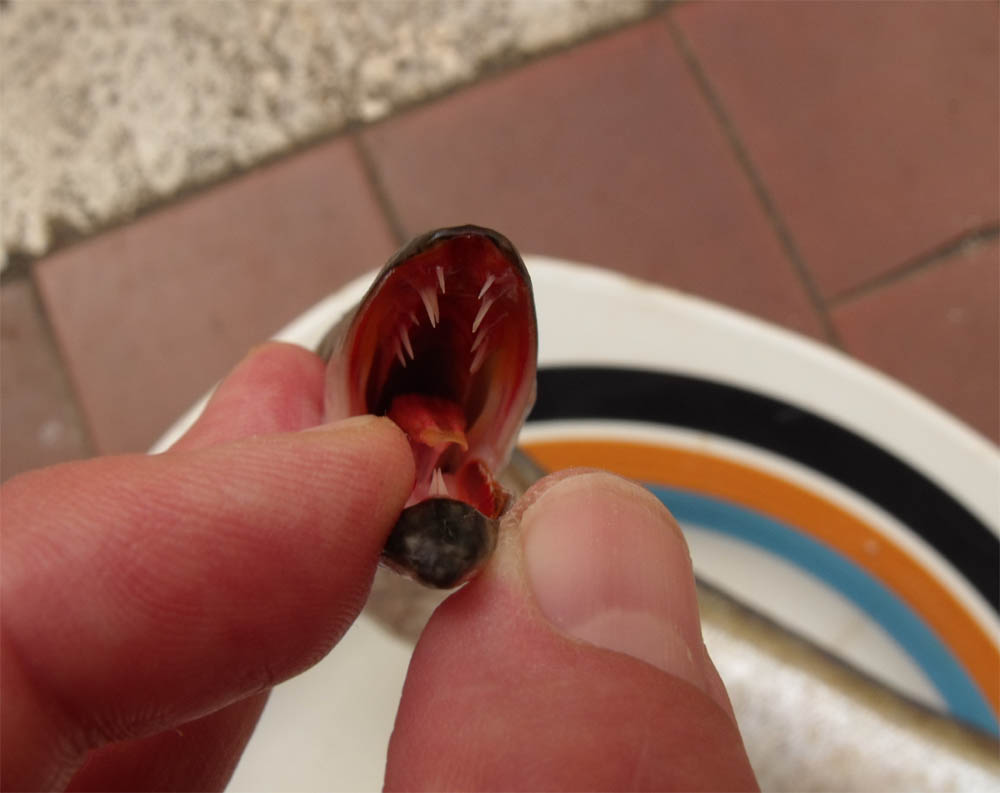
Bocca e denti di una Sphyraena sphyraena

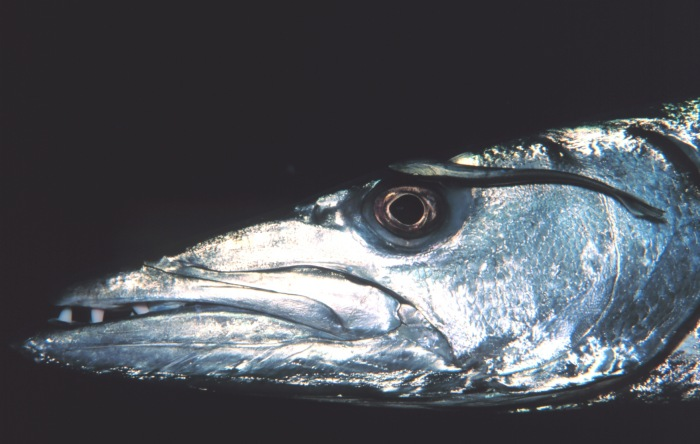
Particolare della testa di una Sphyraena barracuda

Corpo molto allungato, testa anch'essa allungata, provvista di grandi occhi e forti mascelle, con due file di denti sporgenti e affilati. La mascella superiore non è protrattile, come invece nella maggioranza dei pesci. Sul dorso sono presenti pinne dorsali, la coda è fortemente forcuta. La linea laterale è molto sviluppata. La pelle è ricoperta da piccole scaglie lisce. La livrea è bianco argentea, con linee brune laterali. Le dimensioni variano dai 45 cm delle specie minori sino a 1,80 metri (Sphyraena barracuda).

## Alimentazione

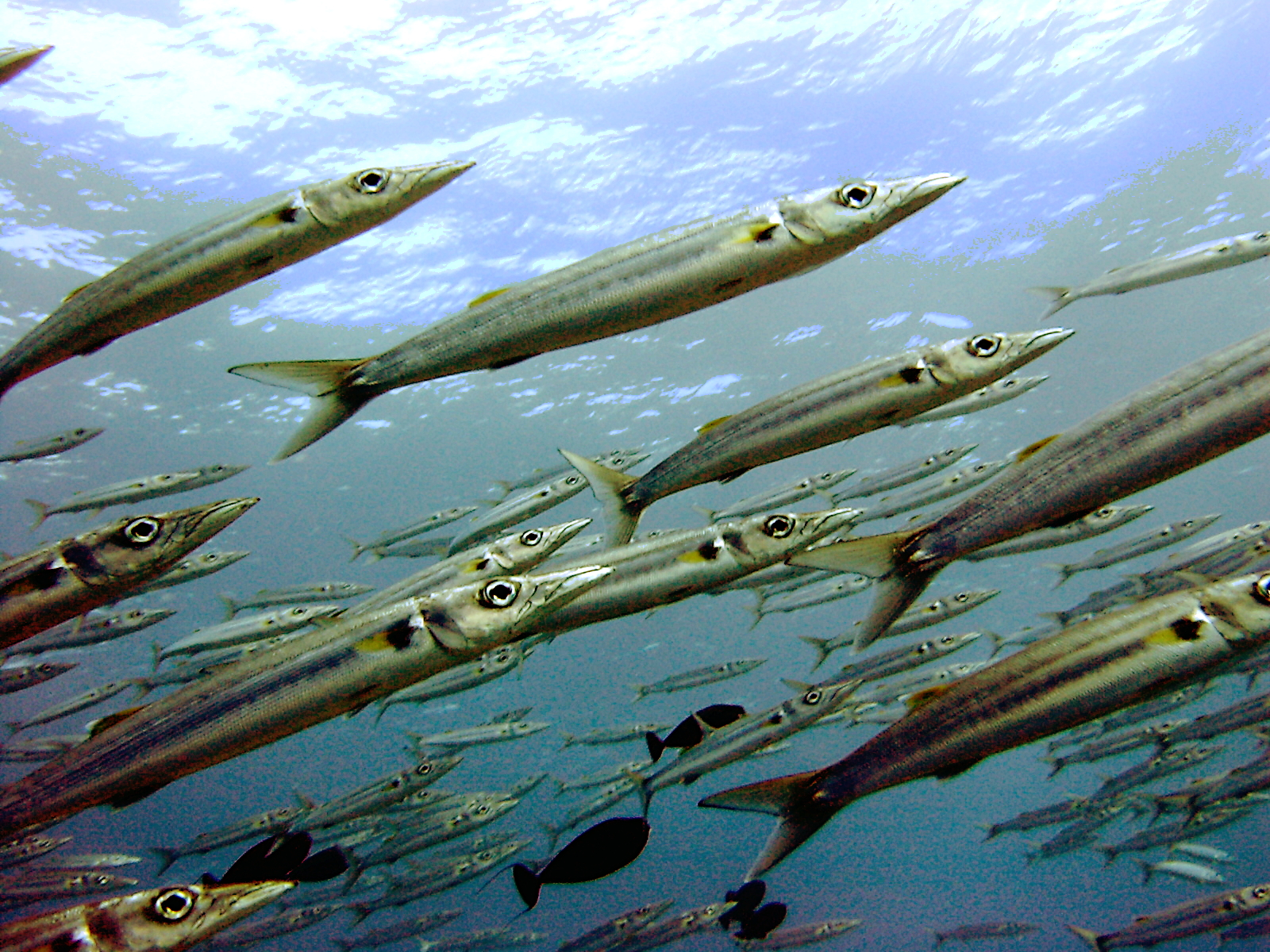
Sphyraena forsteri

I barracuda hanno una meritata reputazione di predatori insaziabili e feroci. Sebbene la loro dieta vari secondo l'habitat, le loro prede più frequenti sono pesci e cefalopodi, e talora perfino i loro stessi piccoli. Il barracuda inizia il suo attacco investendo la sua preda a gran velocità, grazie al suo corpo allungato e idrodinamico. Inoltre la sua vista molto acuta gli permette di cacciare dove le acque sono più torbide. Si dice che, quando hanno raggruppato le prede, le riuniscano in un nutrito banco per aumentare l'efficacia dell'operazione.
Gli adulti prediligono le acque profonde, mentre i giovani popolano le aree costiere e i fondali sabbiosi poco profondi. Nuotano e cacciano formando piccole bande, fatto non usuale in altre specie di predatori. Quelli di maggiori dimensioni, invece, usano cacciare in solitario.

## Riproduzione
Nella stagione della riproduzione i barracuda si aggregano in branchi molto numerosi.
Le specie mediterranee si riproducono tra settembre e aprile, período nel quale le femmine depositano le loro uova in acque poco profonde delle zone costiere. Le più giovani producono sino a 5 000 uova, mentre gli esemplari adulti possono depositarne sino a 300 000.
Gli avannotti iniziano a cacciare immediatamente dopo la nascita.

## Rapporti con l'uomo
Sono stati riportati casi di attacchi dei barracuda di grande taglia ai danni di pescatori subacquei. Generalmente questi animali sono attratti molto da gioielli che nell'acqua riflettono la luce solare quali collane o braccialetti.
Il gran barracuda, la specie di maggiori dimensioni e la più conosciuta, può causare avvelenamenti da ciguatera, il che ne fa una specie poco ricercata dai pescatori, pur essendo una preda molto popolare nella pesca sportiva.

## Specie
Il genere Sphyraena comprende le seguenti specie:
- Sphyraena acutipinnis Day, 1876
- Sphyraena afra Peters, 1844 – barracuda della Guinea
- Sphyraena argentea Girard, 1854 – barracuda californiano
- Sphyraena barracuda (Walbaum, 1792) – grande barracuda
- Sphyraena borealis DeKay, 1842
- Sphyraena chrysotaenia Klunzinger, 1884
- Sphyraena ensis Jordan & Gilbert, 1882
- Sphyraena flavicauda Rüppell, 1838 – barracuda dalla coda gialla
- Sphyraena forsteri Cuvier, 1829 – barracuda del Pacifico
- Sphyraena guachancho Cuvier, 1829
- Sphyraena helleri Jenkins, 1901
- Sphyraena iburiensis Doiuchi & Nakabo, 2005
- Sphyraena idiastes Heller & Snodgrass, 1903
- Sphyraena japonica Cuvier, 1829 – barracuda giapponese
- Sphyraena jello Cuvier, 1829 – barracuda indiano
- Sphyraena lucasana Gill, 1863
- Sphyraena novaehollandiae Günther, 1860 – barracuda australiano
- Sphyraena obtusata Cuvier, 1829
- Sphyraena picudilla Poey, 1860
- Sphyraena pinguis Günther, 1874 – barracuda rosso
- Sphyraena putnamae Jordan & Seale, 1905 – barracuda pinna nera
- Sphyraena qenie Klunzinger, 1870
- Sphyraena sphyraena (Linnaeus, 1758) – barracuda europeo o luccio di mare
- Sphyraena tome Fowler, 1903
- Sphyraena viridensis Cuvier, 1829 – barracuda mediterraneo
- Sphyraena waitii Ogilby, 1908